# ヘルマン・デヒャント
ヘルマン・デヒャント（Hermann Dechant, 1939年11月29日 - ）は、オーストリア出身の指揮者、フルート奏者、音楽学者。
ウィーンで生まれた。ウィーン音楽・舞台芸術アカデミーでフルートを専攻し、ベルリンでオーレル・ニコレの薫陶も受けた。1958年にアカデミーから大賞を授与されたが、エミール・シェンクに音楽学、ハインツ・キンダーマンに演劇理論を学んだ。1960年から1973年までバンベルク交響楽団の首席フルート奏者を務めたが、任期中にヴュルツブルク音楽大学でハンス・ライナルツに指揮法、ギュンター・ビアラスに作曲を学んだ。1968年からドイツ連邦共和国青少年オーケストラの指揮者を歴任。1976年からヴュルツブルク音楽大学の教授となり、指揮法を講じるようになった。